# Hemmesta sjöäng

Hemmesta sjöäng är en våtmark i Värmdö kommun, strax norr om Hemmesta. Under 2012 startades ett kommunalt projekt att återställa våtmarken till en sjöäng, för att gynna fisk- och fågelliv. Det har även byggts ett fågeltorn.
Till väst, nedströms, ligger Hemmestaträsket. 